# Enrico Degano
Enrico Degano é um antigo ciclista italiano nascido a 11 de março de 1976 em Gorizia.

## Biografia
Enrico Degano foi profissional entre 1999 e 2008. Conta com 20 vitórias em sua palmarés.

## Palmarés
| 1999 - 2 etapas do Tour de Langkawi - 1 etapa da Volta à Eslovénia 2000 - 1 etapa do Mémorial Cecchi-Gori - 1 etapa do Grande Prémio Jornal de Notícias 2001 - 2 etapas do Tour de Langkawi 2002 - 1 etapa do Tour de Langkawi 2003 - 1 etapa da Carreira da Paz - 1 etapa da Ster Elektrotoer | 2004 - Criterium dos Abruzzos - 1 etapa do Brixia Tour - 1 etapa da Volta à Grã-Bretanha 2005 - 2 etapas da Ster Elektrotoer 2006 - 2 etapas do Grande Prémio Internacional Costa Azul - 1 etapa da Volta ao Alentejo - 1 etapa do Grande Prémio CTT Correios de Portugal 2007 - 1 etapa do Grande Prémio CTT Correios de Portugal |

## Resultados nas gradnes voltadas

### Giro d'Italia
- 2000 : abandono
- 2001 : abandono
- 2002 : 138º

### Volta a Espanha
- 2001 : Abandono

### Tour de France
- 2007 : Abandono